# Trofeo Ciudad de Córdoba
El Trofeo Ciudad de Córdoba  fue un trofeo internacional amistoso de fútbol disputado entre los años 1975 y 1978 en la ciudad de Córdoba. Este trofeo fue el segundo disputado en la ciudad de Córdoba que ya tuvo otro anterior, también de corta duración, denominado Trofeo Internacional Montilla-Moriles entre 1967 y 1969.
El torneo se disputaba en formato triangular, resultando ganador el equipo que obtuviese más puntos y en caso de empate el resultado entre los contendientes y el número de goles.
En el año 1986 se intenta otro Torneo, llamado Trofeo Arcángel, que lleva el nombre del estadio del equipo. Este nuevo Torneo perduró hasta 1992, fecha en la cual se celebró la última edición.
En el año 2005 se intenta relanzar el Torneo, con la creación de un nuevo Torneo llamado, Trofeo Ciudad de Córdoba 2016, pero no tuvo continuidad.

## Palmarés
Trofeo Internacional Montilla-Moriles de Córdoba
| Año  | Edición | Campeón          | Resultado | Otros participantes |
| ---- | ------- | ---------------- | --------- | ------------------- |
| 1967 | I       | CA Independiente | 1-0       | Córdoba CF          |
| 1968 | II      | Córdoba CF       | 1-0       | Granada CF          |
| 1969 | II      | Sporting CP      | 2-0       | Real Betis Balompié |

Trofeo Ciudad de Córdoba
| Año  | Edición | Campeón          | Resultado  | Otros participantes              |
| ---- | ------- | ---------------- | ---------- | -------------------------------- |
| 1975 | I       | Córdoba CF       | triangular | CA Boca Juniors Vitória SC       |
| 1976 | II      | Córdoba CF       | triangular | Real Jaén CF FAR Rabat           |
| 1977 | III     | Córdoba CF       | triangular | Real Sporting de Gijón Burgos CF |
| 1978 | IV      | CF Os Belenenses | triangular | Córdoba CF FAR Rabat             |

Trofeo Arcángel
| Año  | Edición | Campeón                     | Resultado | Otros participantes         |
| ---- | ------- | --------------------------- | --------- | --------------------------- |
| 1986 | I       | Córdoba CF                  | 1-1 (pen) | América FC (Belo Horizonte) |
| 1987 | II      | Montevideo Wanderers FC     | -         | Córdoba CF                  |
| 1988 | III     | Córdoba CF                  | 1-0       | CD Málaga Burgos CF         |
| 1989 | IV      | -                           | -         | -                           |
| 1990 | V       | -                           | -         | -                           |
| 1991 | VI      | América FC (Belo Horizonte) | -         | Córdoba CF                  |
| 1992 | VII     | Córdoba CF                  | 2-0       | Real Betis Balompié         |

Trofeo Ciudad de Córdoba 2016
| Año  | Edición | Campeón                 | Resultado | Otros participantes |
| ---- | ------- | ----------------------- | --------- | ------------------- |
| 2005 | I       | Real Madrid Castilla CF | 1-0       | Córdoba CF          |

Trofeo Puertas de Córdoba
| Año  | Edición | Campeón    | Resultado | Otros participantes |
| ---- | ------- | ---------- | --------- | ------------------- |
| 2023 | I       | Cádiz CF   | 1-1 (5-4) | Córdoba CF          |
| 2024 | II      | Córdoba CF | 1-1 (4-2) | Rayo Vallecano      |

| Equipo                      | Títulos | Ediciones                                      |
| --------------------------- | ------- | ---------------------------------------------- |
| Córdoba CF                  | 8       | 1968, 1975, 1976, 1977, 1986, 1988, 1992, 2024 |
| CA Independiente            | 1       | 1967                                           |
| Sporting CP                 | 1       | 1969                                           |
| CF Os Belenenses            | 1       | 1978                                           |
| Montevideo Wanderers FC     | 1       | 1987                                           |
| América FC (Belo Horizonte) | 1       | 1991                                           |
| Real Madrid Castilla CF     | 1       | 2005                                           |